# Springtown, Arkansas
Springtown là một thị trấn thuộc quận Benton, tiểu bang Arkansas, Hoa Kỳ. Năm 2010, dân số của thị trấn này là 87 người.

## Dân số
- Dân số năm 2000: 114 người.
- Dân số năm 2010: 87 người.